# Borex
Borex is een gemeente en plaats in het Zwitserse kanton Vaud, en maakt deel uit van het district Nyon.
Borex telt 872 inwoners.